# شهرستان اردکان
شهرستان اردکان یکی از شهرستان‌های استان یزد در مرکز جغرافیایی ایران است. شهر اردکان مرکز این شهرستان است.

## جمعیت
جمعیت این شهرستان در سال ۱۳۹۵، برابر با ۱۱۷٫۹۶۰ نفر بوده است.
شهرستان اردکان به دلیل صنعتی شدن دارای یکی از بالاترین رشد جمعیت‌ها در کشور می‌باشد که مهم‌ترین دلیل آن مهاجرت از سایر شهرهای ایران به این شهرستان برای یافتن کار و زندگی بهتر می‌باشد.
در شهرستان اردکان جمعیت قابل توجهی از زرتشتیان زندگی می‌کنند.

## تقسیمات کشوری
شهرستان اردکان با تصویب هیئت وزیران در یازدهم تیر ۱۳۲۴ بخش اردکان از یزد جدا و شهرستان مستقلی شد. میبد، عقدا و خرانق نیز بخش‌های آن شدند. پس از انقلاب، میبد از اردکان مستقل و شهرستان جداگانه‌ای شد و طبق تصویبنامه مصوب جلسه مورخ ۱۴۰۳/۰۲/۰۹ هیات وزیران درخصوص «دایر نمودن فرمانداری ویژه در شهرستان اردکان استان یزد» طی نامه شماره ۲۱۶۴۳ در تاریخ ۱۴۰۳/۰۲/۱۱ توسط معاون اول رییس جمهور ابلاغ شد و حسین سبزواری اولین فرماندار ویژه این شهرستان بود.
بخش‌ها و دهستان‌های کنونی اردکان عبارتند از:
- بخش مرکزی شهرستان اردکان
  - دهستان محمدیه

شهرها: اردکان و احمدآباد
- بخش خرانق
  - دهستان رباطات
  - دهستان زرین

شهر: خرانق
- بخش عقدا
  - دهستان عقدا
  - دهستان نارستان

شهر: عقدا